# Julien Boislève
 (janvier 2025).
Il peut être nécessaire de l'améliorer pour respecter le principe de neutralité de point de vue. Veuillez consulter la page de discussion pour plus de détails.

Julien Boislève est un archéologue et toichographologue français né à Rennes, spécialisé sur la peinture murale et les stucs de Gaule romaine.

## Biographie
Julien Boislève est archéologue, chargé de recherches et d'opération à l'Inrap. Spécialiste des peintures et stucs d'époque romaine, il intervient sur de nombreux sites archéologiques en France et mène l'étude des fresques qui y sont mises au jour.
Après un cursus universitaire d'histoire de l'art et archéologie à l'université Rennes 2 (1998-2001), et un DESS Formation aux métiers de l'archéologie à l'université Jean-Moulin Lyon 3, il se forme à la fouille et à l'étude des peintures murales romaines sur divers sites français, notamment sur la fouille programmée de la villa romaine de Mané-Véchen à Plouhinec où il sera embauché comme spécialiste pour la fouille puis l'étude de ces décors peints et stuqués.
Il intègre l'Inrap à l'occasion d'importantes fouilles préventives liées à la construction du Parking Jean-Jaurès, à Nîmes, qui livrent quantité de vestiges romains (quartier d'habitation, rues, fontaines, mosaïques...) dont de nombreuses peintures correspondant à plus de 50 décors différents. Il est en poste au sein de l'Inrap, depuis 2014, et contribue à y développer la toichographologie.
Julien Boislève a participé à de nombreuses fouilles archéologiques en France, à Nîmes (parking Jean-Jaurès et quartier Clérisseau), Vieux la-Romaine (site du forum), Arles (Verrerie de Trinquetaille), Meaux (rue Saint-Faron), Entrains-sur-Nohain (route d'Etais)..., et a réalisé de multiples études en France (Nîmes, Die, Rennes, Autun, Entrains-sur-Nohain, Clermont-Ferrand, Arles, Reims, Vieux-la-Romaine, Argentomagus, Bretteville-l'Orgueilleuse...) et à l'étranger (Tongres, Tarragone...).
Les études des décors du nouvel Hôpital d'Autun, de la villa de Mané-Véchen en Plouhinec, de la maison au grand Péristyle de Vieux-la-Romaine ou du site de la route d'Etais à Entrains-sur-Nohain,, le conduisent par ailleurs à se spécialiser sur l'artisanat du stuc.

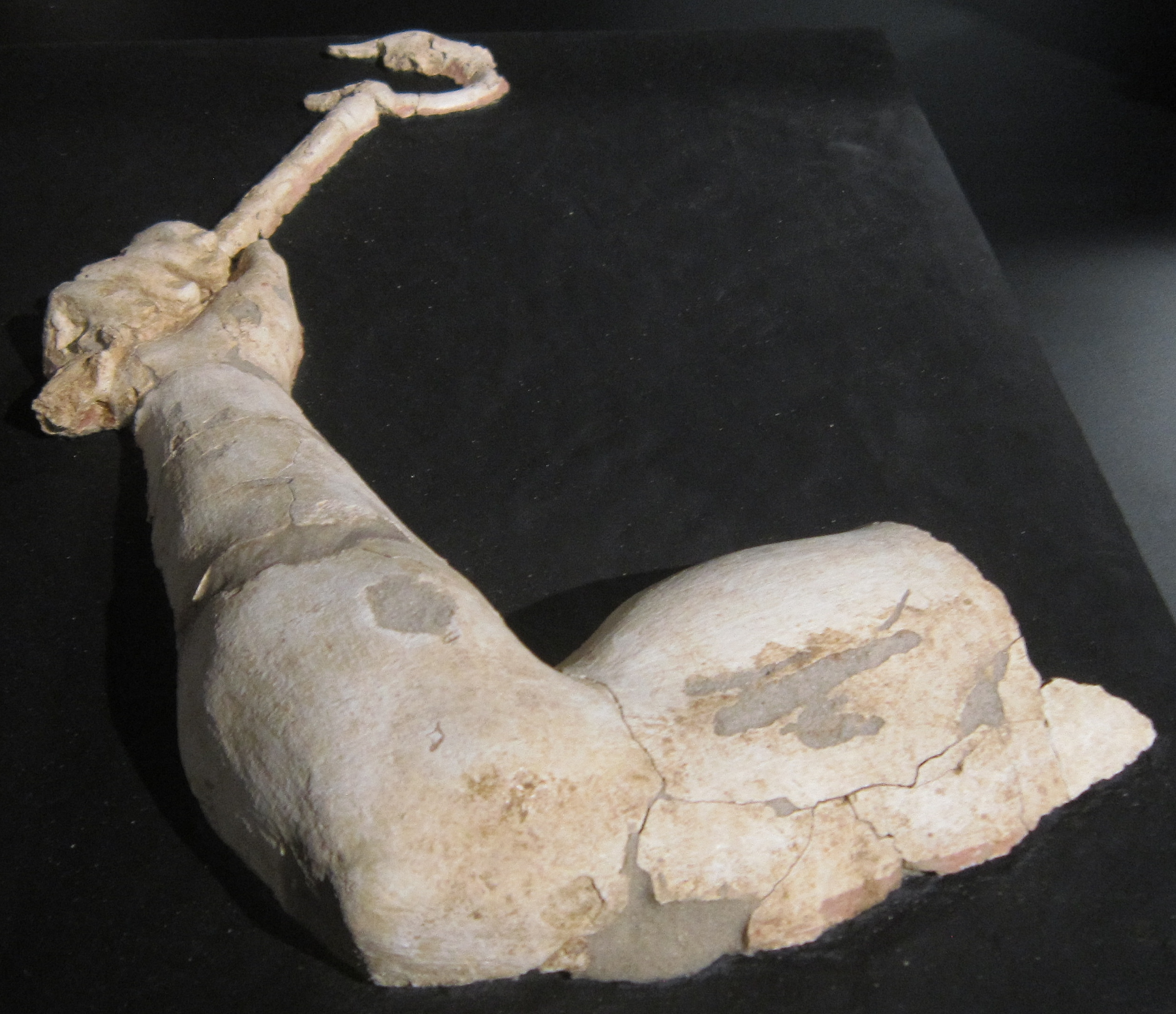
Bras en stuc d'une figure représentant Hermès, villa de Mané-Véchen, Plouhinec - fin du IIe s. ou début du IIIe s. apr. J.-C.

Ces travaux sur l'artisanat du stuc révèlent un pan méconnu de ce mode décoratif déployé dans les provinces de Gaule romaine.
Les recherches qu'il consacre à la diffusion et à l'évolution des modes et des techniques décoratives en Gaule durant la période romaine, contribuent par exemple à mettre en évidence certains particularismes régionaux comme l'emploi de coquillages incrustés au sein des peintures à fresque découvertes sur plus d'une trentaine des sites archéologiques bretonsdatés du courant du IIIe s. apr. J.-C.

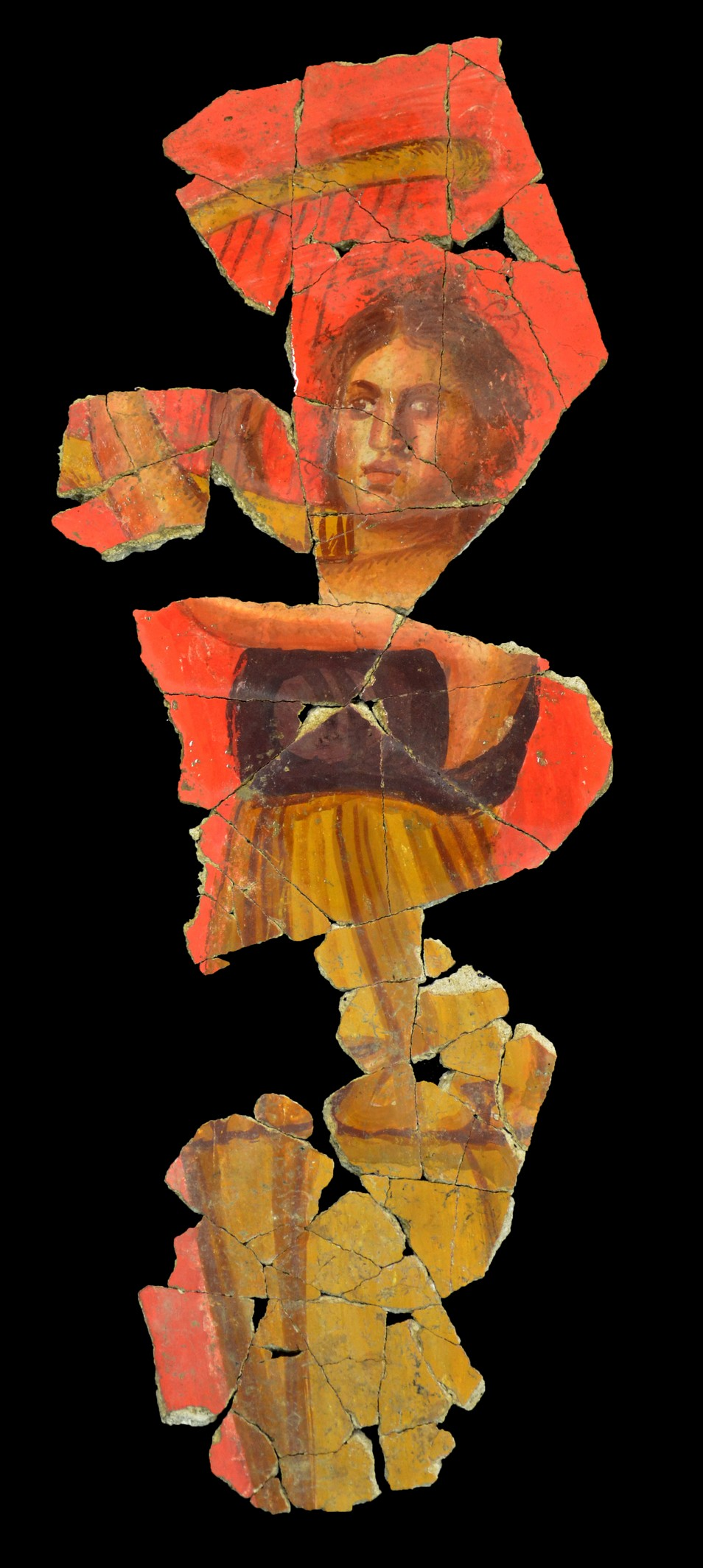
Peinture de la Harpiste, Arles - Ier s. av. J.-C.

Depuis 2013, il participe à la fouille du site de la Verrerie de Trinquetaille, à Arles, où furent mises au jours des peintures remarquables. Il mène l'étude de ces vestige (toujours en cours) au sein du musée Arles antique. Ces peintures exceptionnelles, appartenant à la maison de la Harpiste sont datées du Ier siècle avant J.-C. et constituent l'un des plus remarquables décors de deuxième style pompéien connus en France.
Julien Boislève est élu vice-président (2011-2017) puis président (2017-2020) de l' Association française pour la peinture murale Antique (AFPMA), au sein de laquelle il organise de nombreux colloques et co-fonde la collection Pictor, édition scientifique qui diffuse les recherches archéologiques touchant à la peinture antique en Gaule et dans le monde romain. Co-directeur de cette collection jusqu'en 2021, il assure la direction scientifique de huit volumes d'actes de colloque.
Il est chercheur associé à l'unité mixe de recherche "Archéologie et Philologie d'Orient et d'Occident" (UMR 8546), laboratoire commun au CNRS et à l’ENS, en association avec l’École pratique des hautes études. Elle étudie les sociétés, les langues et les cultures de l’Antiquité en combinant des approches archéologiques, philologiques, linguistiques et historiques.

## Distinction
Julien Boislève a reçu, en 2022, la médaille d'archéologie de l'Académie d'Architecture pour ses recherches sur l'architecture antique, restituée à partir de l'étude des décors peints.

## Publications (non exhaustif)

### Ouvrages
- Peintures et stucs d’époque romaine : études toichographologiques : actes du 31e colloque de l’AFPMA, Troyes, 23 et 24 novembre 2018. Bordeaux : Ausonius, 2021, 353 p. (Pictor, collection de l’AFPMA, 9). (co-dir avec M. Carrive et F. Monier).
- Peintures et stucs d’époque romaine : une archéologie du décor : actes du 27e colloque de l’AFPMA, Toulouse, 20 et 21 novembre 2014. Bordeaux : Ausonius, 2016, 440 p. (Pictor, collection de l’AFPMA, 5). (co-dir. avec A. Dardenay et F. Monier).
- Peintures et stucs d’époque romaine. Révéler l’architecture par l’étude du décor : actes du 26e colloque de l’AFPMA, Strasbourg, 16 et 17 novembre 2012. Bordeaux : Ausonius, 2014, 350 p. (Pictor, collection de l’AFPMA, 3).(co-dir. avec A. Dardenay et F. Monier).
- Décor des édifices publics civils et religieux en Gaule durant l'Antiquité, Ier – IVe s. ap. J.-C., peinture, mosaïque, stuc et décor architectonique : actes du colloque de Caen, 7-8 avril 2011. Chauvigny : APC, 2012. 544 p. (Mémoire XLV). (co-dir avec K. Jardel et G. Tendron).

### Articles scientifiques
- Manifestation du luxe dans les décors peints et stuqués de gaule romaine : styles, matériaux et techniques. In : DUYRAT (F.), NIETO-PELLETIER (S.) dir. – Le luxe en Gaule : Actes du colloque d’Arles, 16-17 octobre 2017. Bordeaux : Ausonius, 2021, p. 117-132 (Mémoires 61).
- « Les stucs figurés en Gaule ». In : MOLS (S.), MOORMANN (E.) dir. - Context and Meaning, Proceedings of the twelfth International Conference of the Association Internationale pour la Peinture Murale Antique, Athens, September 16-20, 2013. Leuven, Paris, Bristol : Babesch Foundation, 2017, p. 465-470 (Babesch suppl. 31).
- « La représentation de Vénus dans les absides et exèdres en Gaule romaine ». In : MOLS (S.), MOORMANN (E.) dir. - Context and Meaning, Proceedings of the twelfth International Conference of the Association Internationale pour la Peinture Murale Antique, Athens, September 16-20, 2013. Leuven, Paris, Bristol : Babesch Foundation, 2017, p. 455-464 (Babesch suppl. 31).
- « Un important décor architectural en stuc à Autun ». In : BALMELLE (C.), ÉRISTOV (H.), MONIER (F.) dir. – Décor et architecture en Gaule entre l’Antiquité et le haut Moyen Âge, mosaïque, peinture, stuc : actes du colloque international, Toulouse, 9-12 octobre 2008. Bordeaux : Fédération Aquitania, 2011, p. 525-538 (Aquitania, suppl. 20).
- « Les enduits à incrustations de coquillages d’Armorique romaine, analyse d’un style régional du IIIe s. apr. J.-C. (Bretagne, France) ». In : ZIMMERMANN (N.), dir.- Antike Malerei zwischen Lokalstil und Zeitstil : Actes du XIe colloque international de l’AIPMA, Ephèse, 13-17 septembre 2010. Vienne : OAW, 2014, p. 265-275. (avec F. Labaune-Jean et C. Dupont).
- « La maison au Grand Péristyle à Aregenua (Vieux - Calvados), une relecture du programme décoratif peint et stuqué ». In : BOISLÈVE (J.), JARDEL (K.), TENDRON (G.) dir. – Décor des édifices publics civils et religieux en Gaule durant l'Antiquité, Ier – IVe s. ap. J.-C., peinture, mosaïque, stuc et décor architectonique : actes du colloque de Caen, 7-8 avril 2011. Chauvigny : APC, 2012. 544 p. (Mémoire XLV), p. 135-152.
- « Les décors peints d’une domus de Durocortorum / Reims, au 72 rue Ponsardin / 13 rue Diderot ». In : BOISLÈVE (J.), DARDENAY (A.), MONIER (F.) dir. – Peintures et stucs d’époque romaine : études toichographologiques [sic] : actes du 29e colloque de l’AFPMA, Louvres, 18 et 19 novembre 2016. Bordeaux : Ausonius, 2018, 408 p. (Pictor, collection de l’AFPMA, 7), p. 29-45. (avec Y. Rabasté).
- « Pan, Bacchus et le sphinx. Une peinture murale d’époque romaine découverte à Die ». In : BOISLÈVE (J.), DARDENAY (A.), MONIER (F.) dir. – Peintures et stucs d’époque romaine : une archéologie du décor : actes du 27e colloque de l’AFPMA, Toulouse, 20 et 21 novembre 2014. Bordeaux : Ausonius, 2016, 440 p. (Pictor, collection de l’AFPMA, 5), p. 37-58. (avec C. Ronco).
- « Les fouilles du quartier Clérisseau à Nîmes : analyse des décors d'une vaste domus ». In Revue archéologique de Narbonnaise, t. 45-2012, p. 257-291. (avec P. Cayn).
- « Le poète et les Muses : peintures murales de la pièce XXVIII de la maison de l’Aiôn à Arles (Bouches-du-Rhône) ». In : Boislève, Monier 2020, Pictor 8, p. 35-56.
- « Un rare plafond en stuc d’époque romaine découvert à Entrains-sur-Nohain (Nièvre) ». In : Boislève et al. 2018, Pictor 7, p. 101-124.
- « La maison de la Harpiste et ses décors de deuxième style pompéien : bilan de quatre années de fouilles (2013-2017) sur le site de la Verrerie à Arles (Bouches-du-Rhône) ». In : Boislève, Monier 2020, Pictor 8, p. 17-34.
- « Ensemble 2, décor à imitation de marbres ». In : VANDERHOEVEN (A.), ERVYNCK (A.), dir. - Het archeologisch en bouwhistorisch onderzoek van de O.L.V.-basiliek van Tongeren (1997-2013=) Deel 3 : De vroeg-Romeinse periode, Brussel : Agentschap Onroerend, Vlaamse overheid, 2017, p. 352-371 (Relicta Monografieën, 13).
- « Fouiller et lire les décors peints pour révéler l’architecture. Méthodologie appliquée à l’archéologie préventive », In Archéopages, n°43, p. 88-101.
- « Terre et peinture à l’époque romaine. Pratiques architecturales et décoratives en Gaule romaine mises en évidence par l’analyse toichographologique [sic] », Archéopages, n°42, p. 48-57
- « Un décor stuqué monumental du Bas-Empire à Autun (Saône-et-Loire) ». In Gallia, t. 68-2, 2011, p. 195-235. (avec C. Allag).
- « La maison de la Harpiste et son décor à Arles (Bouches-du-Rhône). Nouvelles données sur l’occupation tardo-républicaine d’Arelate », In Gallia, 74-2, 2017, p. 43-76. (avec M.-P. Rothé et S. Barberan).
- « Les décors peints d’époque romaine du site du Faubourg d’Arroux à Autun : observation et analyse de quelques éléments notables », In RAE, 66-2017, p. 215-234. (avec S. Alix et M.-N. Pascal)

### Articles dans un catalogue d'exposition
- « Luxuriance d’une décoration intérieure sans équivalent ». In : PROVOST (A.), BERRETROT (F.), LE PENNEC (C.), dir. - Mané-Véchen, un art de vivre à la romaine, catalogue d’exposition, Château Gaillard, Musée d’histoire et d’archéologie de Vannes. Châteaulin : Locus Solus, 2021, p. 28-33.
- « Le triclinium de la domus d’Aiôn (Arles) ». In : DJAOUI (D.), dir. – On a rien inventé, produits, commerce et gastronomie dans l’Antiquité romaine, catalogue d’exposition, 15 juin- 24 novembre 2019, musée d’Histoire de Marseille. Trouville-sur-Mer : Librairie des Musées, 2019, p. 34-350.
- « Le décor peint dans la construction monumentale gallo-romaine ». In : À la romaine, résidence privée et construction publique en Gaule du Nord, catalogue d'exposition, Archéa, Louvres. Roissy-en-France : Archea, 2016, p. 142-144. (avec M.-P. Rothé).
- « Décors peints d'époque romaine sur le site de Trémonteix à Clermont-Ferrand ». In : BET (P.), DOUSTEYSSIER (B.), dir. - Éclats arvernes, catalogue d’exposition. Clermont-Ferrand : Presses universitaires Blaise Pascal, 2014, p. 222-225.
- « Nouvelles découvertes sur le site de la Verrerie à Arles : de remarquables peintures murales de deuxième style pompéien ». In : CAPUS (P.), DARDENAY (A.), dir. – L’empire de la couleur, de Pompéi au sud des Gaules, catalogue d’exposition, Musée Saint-Raymond, musée des Antiques de Toulouse, 15 novembre 2014 – 22 mars 2015. Toulouse : Musée Saint-Raymond, 2014, p. I-V. (avec M.-P. Rothé et A. Genot).
- « Un ensemble de stucs exceptionnel ». In : CHARDRON-PICAULT (P.), Hommes de feu hommes du feu, l’artisanat en pays éduen, catalogue d’exposition, 22 septembre 2007 – 28 janvier 2008, Musée Rolin. Autun : ville d'Autun, 2007, p. 18-195.

### Articles grand public
- « Les décors peints du temple d’Izernore », in Archéologia, 529, février 2015, p. 54-55.
- « Le décor des domus romaines à Nîmes », in Dossiers d’Archéologie, no 366, novembre/décembre 2014, p. 54-57.
- « Les peintures romaines de la fouille à la restitution », in Dossiers d’Archéologie, no 366, novembre/décembre 2014, p. 70-75.
- « Mané-Véchen, dorures et stucs d’une villa maritime », in Archéologia, 475, mars 2010, p. 36-49.
- « Entrains-sur-Nohain, un rare décor de stuc d’une maison romaine », in Archéologia, n°545, p. 40-45. (avec S. Venault)
- « Langrolay-sur-Rance, opulence d'une villa gallo-romaine sur les bords de la Rance », in Archéologia, n° 551, février 2017, p. 24-29. (avec B. Simier).